# Bolivia

Verloren gebied voor Bolivia tussen 1867 en 1938

Bolivia (ook Bolivië; Aymara: Wuliwya, Quechua: Puliwya, Guaraní: Mborívia), officieel de Plurinationale Staat Bolivia (Spaans: Estado Plurinacional de Bolivia, Aymara: Wuliwya Walja Ayllunakana Marka, Quechua: Puliwya Achka Aylluska Mamallaqta, Guaraní: Tetã Hetate'ýigua Mborívia) is een republiek in Zuid-Amerika die grenst aan Peru, Brazilië, Paraguay, Argentinië en Chili.
Voorafgaand aan de Europese kolonisatie, was de Andes-regio van Bolivia een deel van het Inca-rijk — de grootste staat in precolumbiaans Amerika. Het Spaanse Rijk veroverde de regio in de 16e eeuw. Tijdens het grootste deel van de Spaanse koloniale periode werd dit gebied Opper-Peru genoemd. Na het uitroepen van de onafhankelijkheid in 1809 volgde 16 jaar van oorlog alvorens de republiek, genoemd naar Simón Bolívar, op 6 augustus 1825 werd opgericht. Bolivia heeft geworsteld met perioden van politieke instabiliteit, dictaturen en economische ellende.
Bolivia is een democratische republiek. Het is een ontwikkelingsland, met een hoge index van de menselijke ontwikkeling en een armoedeniveau van 53%. De belangrijkste economische activiteiten zijn onder meer landbouw, bosbouw, visserij, mijnbouw en de productie van goederen, zoals textiel, kleding, verfijnde metalen en geraffineerde aardolieproducten. Bolivia is zeer rijk aan mineralen, in het bijzonder tin.
De Boliviaanse bevolking, geschat op 10 miljoen, is multi-etnisch, met bijvoorbeeld indianen, mestiezen, Europeanen en Afrikanen. De gesproken voertaal is Spaans, hoewel ook Aymara, Quechua en Guaraní officieel zijn, evenals 33 andere inheemse talen. Het grote aantal verschillende culturen in Bolivia heeft veel bijgedragen aan een grote diversiteit op gebieden als kunst, gastronomie, literatuur en muziek.

## Geschiedenis
De aanwezigheid van de oudste bewoners van Bolivia is vanaf ongeveer 13.000 jaar voor Chr. aangetoond. 
De stad Tiwanaku ontstond waarschijnlijk al voor het jaar 200 en was de hoofdstad van een rijk dat in zijn bloeitijd ruwweg de zuidelijke helft van het latere Incarijk beheerste.
In de eerste helft van de 16e eeuw werd het latere Bolivia veroverd en gekoloniseerd door de Spanjaarden (allereerst onder Francisco Pizarro in 1532).
Na de Boliviaanse onafhankelijkheidsoorlog werd op 6 augustus 1825 de onafhankelijkheid van de "República de Bolívar" uitgeroepen (vernoemd naar de vrijheidsstrijder Simón Bolívar). Hoofdstad werd La Plata (het latere Sucre) en Antonio José de Sucre de eerste president.

## Geografie

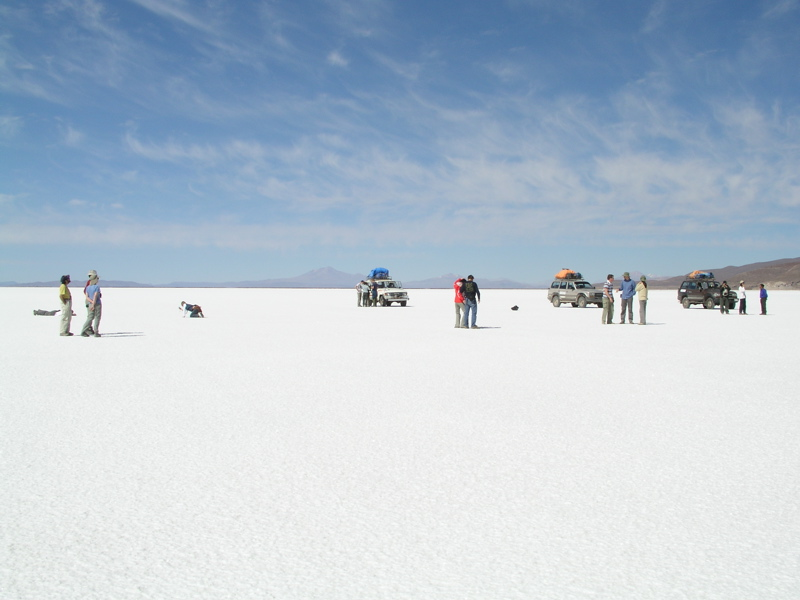
Salar de Uyuni

Met een oppervlakte van 1.098.581 km² is het land ongeveer twee keer zo groot als Frankrijk en wordt volledig omsloten door vijf landen: Peru in het noordwesten, Brazilië in het noordoosten, Paraguay in het zuidoosten, Argentinië in het zuiden en Chili in het zuidwesten. De landgrenzen zijn in totaal 6.700 kilometer lang. De helft daarvan wordt gedeeld met Brazilië. Bolivia heeft geen zeehavens.

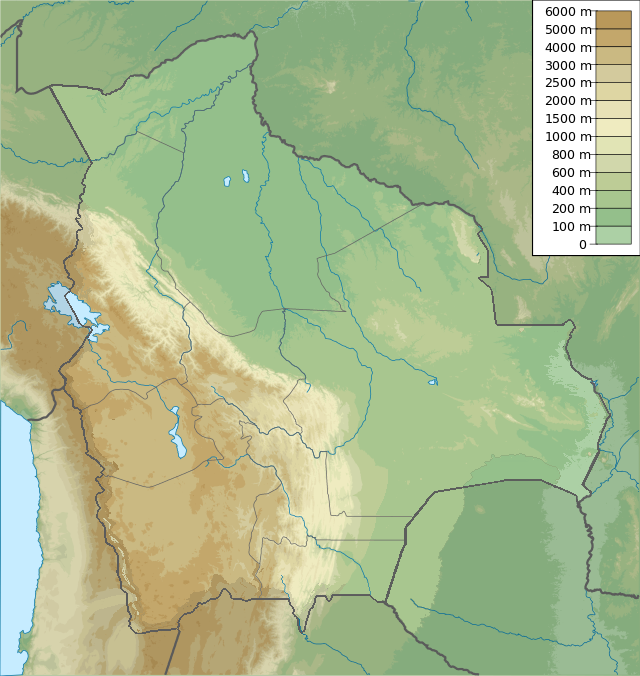
Bolivia

Het land kent drie natuurlijke hoofdregio's. In het westen van Bolivia ligt de Andes. De hoogste top van dit gebergte is de Nevado Sajama met een hoogte van 6542 meter. Voor een deel beslaat het land het Hoogland van Bolivia (de altiplano), de hoogvlakte van de Andes. Tussen de Andes en het laagland ligt een vruchtbaar gebied met brede valleien tussen de 1000 en 3000 meter hoog. Het oosten van Bolivia is laagland en omvat het tropisch vochtig gebied van het Amazoneregenwoud en de droge tropen van de Chaco naar het zuidoosten. Grote rivieren als de Mamore en de grensrivier Guaporé gaan door de noordelijke oerwouden van Bolivia en monden uit in de Madeira. De Chaco bestaat ook uit moerassen met jaarlijkse overstromingen. De Pilcomayo loopt hier en is een belangrijke zijrivier van de Paraná.
Het Titicacameer is een groot meer dat op de grens van Bolivia en Peru ligt. Dit meer is het hoogste grote bergmeer ter wereld (3810 meter boven zeeniveau). In het westen van Bolivia, in het departement Potosí, ligt de grootste zoutvlakte ter wereld: Salar de Uyuni.

### Steden
De vier veruit grootste steden van Bolivia zijn Santa Cruz de la Sierra, El Alto, La Paz en Cochabamba.

### Nationale parken
- Nationaal park Noel Kempff Mercado
- Nationaal park Madidi
- Nationaal park Amboró

## Klimaat
In het noordelijk gelegen Amazonebekken is het klimaat tropisch en vochtig, in het zuidoosten is het droog en heet, in de valleien is het vrij koel en in het hoogland is het koud.
In de dalen van de Andes is het tropisch warm. In de laaglanden heerst een tropisch, vochtig klimaat. De surazo is een koele zuidenwind.
Het regenseizoen valt in de zomer, van december tot april. De winter, die van mei tot augustus duurt, vormt het droge seizoen.

## Bevolking

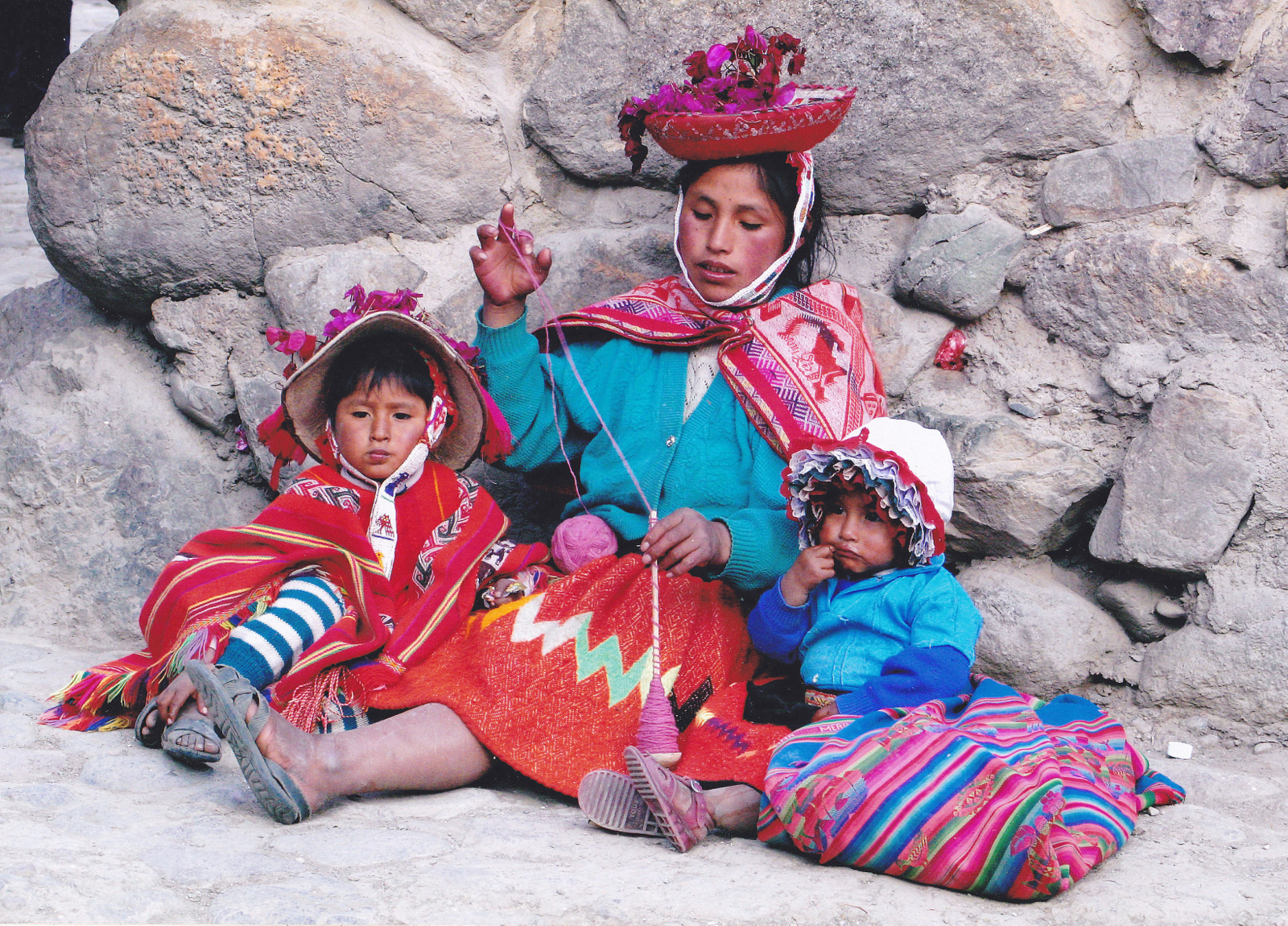
Quechua moeder met twee kinderen

### Taal
De meest gesproken taal is het Spaans, dat wordt gesproken door ongeveer veertig procent van de bevolking. Verder worden er 36 inheemse talen gesproken, waarvan Aymara, Quechua en Guaraní het talrijkste zijn. Alle talen die in Bolivia gesproken worden hebben een officiële status.
Destijds was de lingua franca van het Incarijk (Tawantinsuyu) het Quechua, dat door iedereen gesproken moest worden.

### Religie
De meerderheid van de bevolking (85 à 95 %) is katholiek. De Katholieke Kerk is staatskerk in Bolivia. 16% van de bevolking is protestant maar dat aantal groeit snel. Veel indianen vermengen hun christelijk geloof met inheems-Amerikaanse elementen.
Zie ook:
- Apostolisch Vicariaat El Beni o Beni

### Etnische samenstelling
- Quechua: 30%
- Mestiezen: 30%
- Aymara: 25%
- Europeanen: 15%

### Armoede
Bolivia is sinds lange tijd een van de armste landen van Zuid-Amerika. De invoering van een markteconomie heeft voor sommigen weliswaar veel opgeleverd, maar volgens het Ontwikkelingsprogramma van de Verenigde Naties leefde 64,6% van de bevolking in de periode 2000-2007 onder de nationale armoedegrens. In 2011 was dit aandeel gedaald naar ongeveer 45%.

## Bestuurlijke indeling

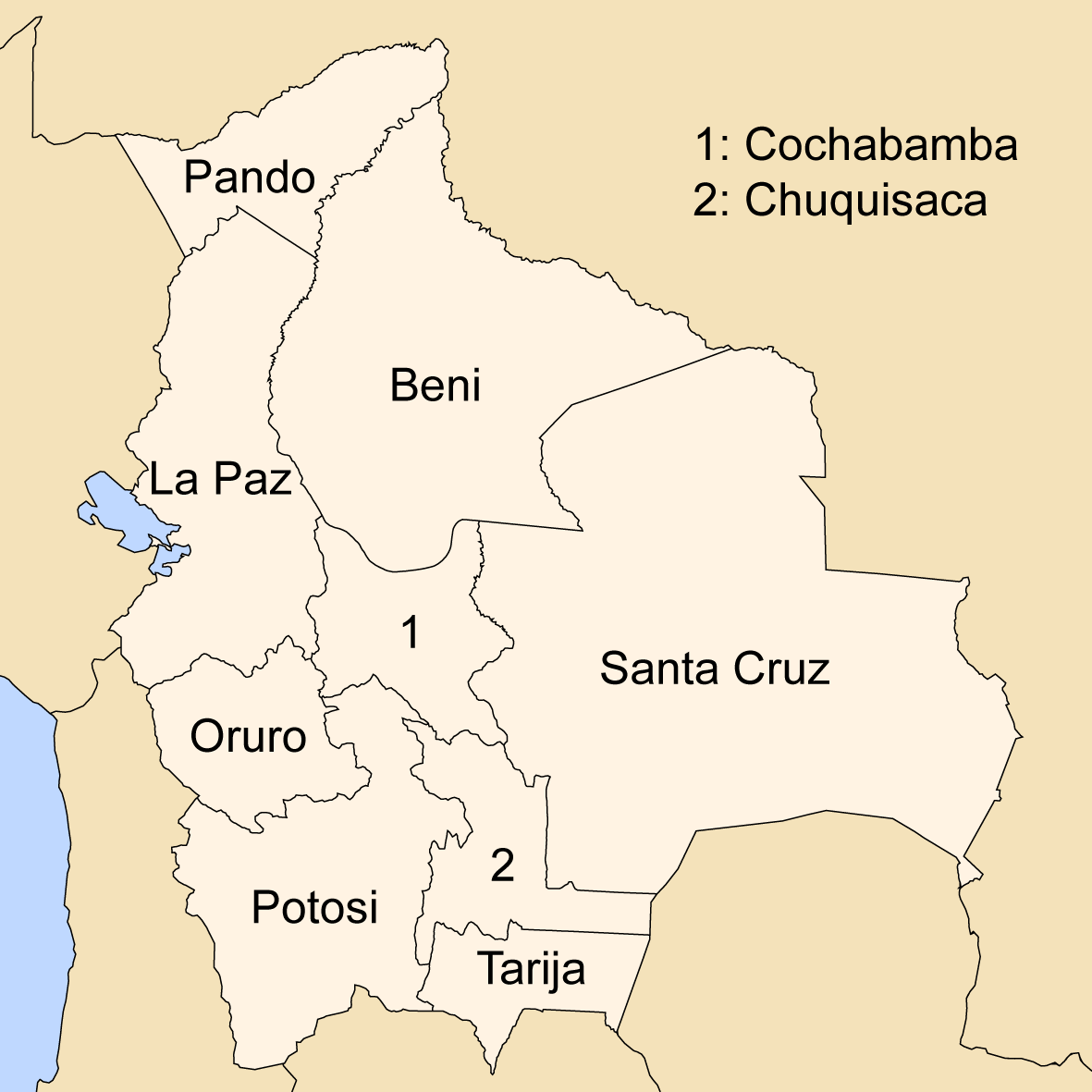
Indeling Bolivia naar departementen

Bolivia is ingedeeld in 9 departementen, 112 provincies, 339 gemeentes en 1.384 kantons.

## Politiek
Bolivia is een republiek. In Bolivia wordt iedere vijf jaar een president gekozen. Deze gekozen president vormt samen met het kabinet de regering.
Het parlement bestaat uit twee kamers:
- Camara de Senadores (de Senaat met 27 zetels)
- Camara de Diputados (Kamer van Afgevaardigden met 130 zetels)

De regering van Bolivia zetelt in La Paz, maar de wettelijke hoofdstad is Sucre.
Zittend president is Luis Arce, die de de facto president Jeanine Áñez in november 2020 opvolgde na algemene verkiezingen.

## Cultuur
De Boliviaanse cultuur is beïnvloed door verschillende volken; zoals de Spanjaarden, Inheemsen, Afrikanen of anders.

### Muziek
De Boliviaanse muziek is beïnvloed door Inca's, Amazone-indianen, Spanjaarden en Afrikanen. Plattelandsorkesten van de Aymará bestaan vaak volledig uit panfluiten, de chuqui. Andere instrumenten zijn trommels, fluiten en de phututu, een koehoorn.

## Economie
Na het aantreden van president Morales in 2006 ging het economisch gezien beter met Bolivia. Mede door de hoge prijzen voor grondstoffen waarvan het profiteert door de export van, onder andere, aardgas en metalen en een gunstig sociaal politiek beleid is het inkomen per hoofd van de bevolking verdrievoudigd en is het aantal mensen dat onder de armoedegrens leeft afgenomen. In 2010 was het gemiddeld inkomen per hoofd zo'n $1900 en dit is naar $3438 gestegen in 2017. De nationalisatie van de energiesector en de gestegen prijs voor gas heeft de overheidsinkomsten doen stijgen waardoor de begrotingstekorten belangrijk zijn afgenomen en er zelfs een bescheiden overschot wordt getoond. De overheidsschulden zijn gedaald naar zo’n 30% van het bruto binnenlands product (BBP) en de reserves aan buitenlandse valuta toegenomen. Bolivia streeft ernaar om minder grondstoffen en meer bewerkte producten te gaan exporteren waardoor de werkgelegenheid in het land zal toenemen. Tussen 2014 en 2017 halveerden de gasprijzen, dit had negatieve gevolgen voor de overheidsbegroting en het handelssaldo.
| Jaar | Reële groei (% mut JoJ) | BBP ($ miljard) | BBP per hoofd (in $) | Saldo lopende rekening (in % BBP) | Saldo overheids- begroting (in % BBP) | Staatsschuld (bruto, in % BBP) | Valutareserves (in $ miljard) |
| ---- | ----------------------- | --------------- | -------------------- | --------------------------------- | ------------------------------------- | ------------------------------ | ----------------------------- |
| 2000 |                         | 8,4             | 1005                 | –5,3%                             | –1,5%                                 | 66,9%                          |                               |
| 2005 |                         | 9,6             | 1049                 | 5,8%                              | 0,8%                                  | 82,2%                          |                               |
| 2008 | 6,1%                    | 16,8            | 1695                 | 12,2%                             | 5,7%                                  | 38,0%                          | 7,7                           |
| 2009 | 3,4%                    | 17,5            | 1711                 | 4,5%                              | 1,7%                                  | 41,0%                          | 8,6                           |
| 2010 | 4,1%                    | 19,8            | 1896                 | 4,1%                              | 3,2%                                  | 39,6%                          | 9,7                           |
| 2011 | 5,2%                    | 24,1            | 2256                 | 0,3%                              | 2,2%                                  | 37,5%                          | 12,0                          |
| 2012 | 5,1%                    | 27,3            | 2605                 | 7,4%                              | 2,8%                                  | 36,2%                          | 13,9                          |
| 2013 | 6,8%                    | 30,0            | 2886                 | 3,5%                              | 1,6%                                  | 37,1%                          | -                             |
| 2014 | 5,5%                    | 32,9            | 3111                 | 1,7%                              | –2,4%                                 | 38,0%                          | -                             |
| 2015 | 4,9%                    | 39,2            | 3050                 | –5,8%                             | –5,9%                                 | 40,9%                          | -                             |
| 2016 | 4,3%                    | 34,2            | 3095                 | –5,6%                             | –6,3%                                 | 46,5%                          | -                             |
| 2017 | 4,2%                    | 37,8            | 3369                 | –4,8%                             | -6,7%                                 | 51,3%                          | -                             |
| 2018 | 4,2%                    | 40,6            | 3566                 | –4,6%                             | -7,0%                                 | 53,9%                          | -                             |
| 2019 | 2,2%                    | 41,2            | 3566                 | –3,3%                             | -5,8%                                 | 59,0%                          | -                             |

### Mijnbouw
In het land wordt tin, zink, goud, koper en lood geproduceerd. De tinmijnen van Bolivia liggen hoog in de Andes. De productie is gedaald, maar het land is nog altijd de op drie na grootste producent van tin wereldwijd. In 2014 werd wereldwijd ongeveer 300.000 ton tin geproduceerd en de drie grootste producenten waren achtereenvolgens de Volksrepubliek China, Indonesië en Peru. De eerste twee landen namen ongeveer twee derde van de totale productie voor hun rekening. Peru volgde op een grote achterstand met 23.000 ton en daarna Bolivia met 18.000 ton. Het is verder ook een belangrijke producent van antimoon en zilver.

### Energie
In 1920 begon het Amerikaanse Standard Oil met het zoeken naar aardolie in het land. In 1937 werden deze belangen genationaliseerd en ondergebracht in het staatsbedrijf Yacimientos Petroliferos Fiscales Bolivianos (YPFB). Omstreeks 1950 werd het land weer opengesteld voor buitenlandse investeerders in de energiesector. Door de buitenlandse partijen werd de rol van YPFB sterk gereduceerd. In 2006 werd de energiesector weer genationaliseerd en de belangen zijn in handen van YPFB gekomen.
Bolivia beschikt over aanzienlijke aardgasreserves. In 2017 werden de totale reserves getaxeerd op zo’n 300 miljard m³. Sinds 2004 is de productie op jaarbasis verdubbeld van 9,8 miljard m³ naar een piek van ruim 21 miljard m³ in 2014. In 2017 was de productie gedaald van 17 miljard m³. Op basis van de huidige reserves heeft Bolivia voldoende gas om dit productieniveau nog 16 jaar te continueren. Het gas wordt op grote schaal uitgevoerd: ongeveer de helft van de jaarproductie gaat naar Brazilië en een derde naar Argentinië.